# Autoroute macédonienne M6
Pour les articles homonymes, voir M6 (homonymie).
L'autoroute M6 (en macédonien M6 Автопат) est une route de la Macédoine du Nord, qui doit devenir une autoroute dans un avenir proche. Elle relie Chtip, située au centre-est du pays, à Novo Selo, située au sud-est et sur la frontière bulgare. La M6 dessert les villes de Radovich et Stroumitsa.